# What Goes Around Comes Around (Waylon Jennings)
What Goes Around Comes Around è il trentanovesimo album di Waylon Jennings, pubblicato nel novembre del 1979 dalla RCA Victor e prodotto da Richie Albright.

## Tracce
Lato A
1. I Ain't Living Long Like This – 5:01 (Rodney Crowell)
2. What Goes Around – 2:52 (Michael Smotherman)
3. Another Man's Fool – 2:54 (John Ullrich)
4. I Got the Train Sittin' Waitin' – 2:40 (Allen Reynolds)
5. It's the Wold's Gone Crazy (Cotillion) – 2:20 (Shel Silverstein, Waylon Jennings)

Lato B
1. Ivory Tower – 2:52 (Clifford Robertson)
2. Out Among The Stars – 3:32 (Adam Mitchell)
3. Come With Me – 2:59 (Harlan Howard)
4. If You See Her – 3:25 (Mickey Newbury)
5. Old Love, New Eyes – 4:39 (Hank DeVito, Rodney Crowell)

## Musicisti
- Waylon Jennings - voce, chitarra elettrica, chitarra acustica, banjo
- Gordon Payne - chitarra elettrica, chitarra acustica, armonica
- Rance Wasson - chitarra elettrica, chitarra acustica
- Ralph Mooney - steel guitar
- Berny Robertson - tastiere
- Jerry Bridges - basso
- Muscle Shoals Horns - strumenti musicali a fiato
- Richie Albright - batteria, percussioni
- Carter Robertson - accompagnamento vocale
- Berny Robertson - accompagnamento vocale
- Tom Bourke - accompagnamento vocale